# راغنفالد كنابهوفده

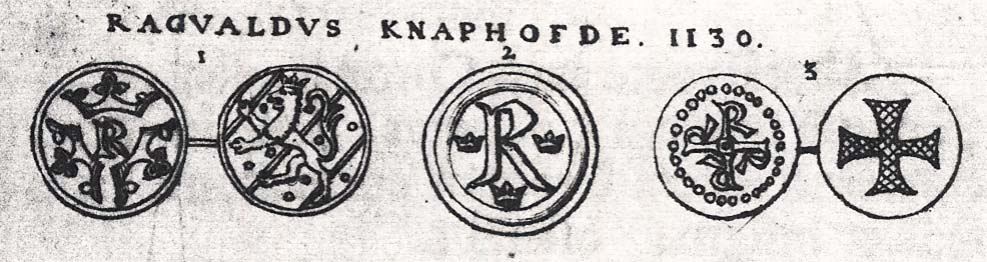
نسب الرائد بعلم العملات إلياس برينر (Elias Brenner) بصورةٍ خاطئة العملات إلى راغنفالد؛ لكن أظهرت العملات على اليسار أنها سُكت لملك السويد ماغنوس الرابع. لا تُعتبر أساليب برينر موثوقة على العملات السويدية في القرون الوسطى المبكرة.

راغنفالد كنابهوفده (بالسويدية: Ragnvald Knaphövde) كان ملك السويد الذي يُقدر بأن حكمه ظهر بين أواسط عقد 1120 أو بحدود 1130. يشير لقبه كنابهوفده (Knaphövde) إلى وعاء شراب، بحجم رأس رجل أو أنه يعني «الرأس المدور» ويُشير إليه بأنه أحمق. يُذكر راغنفالد في قائمة الحكام في القانون القوطي الغربي كخليفة الملك إنغه الأصغر.
نسبه غير معروف، كان لدى الملك إنغه الأكبر ابن يُدعى راغنفالد، واقترح المؤرخ سفن تونبرغ (Sven Tunberg) أنه متطابق مع راغنفالد كنابهوفده. يُقدم تراثٌ (تقليدٌ) آخر الملكَ راغنفالد باعتباره ابن أولوف ناسكونونغ (Olof Näskonung) (و Neskonungr تعني ملك ضئيل/صغير/حقير باللغة الشمالية القديمة)، ولا تُشير قائمةُ الحكام في القانون القوطي الغربي أن لدى راغنفالد أي صلة مع خط الملوك القديم.

## انتخابه واغتياله
انتخب السويديون راغنفالد كنابهوفده ملكاً في أوبلاند ثم اعترف به الغوتلانديون الشرقيون في أوستيريوتلاند؛ لكن عندما دخل فستريوتلاند، لم يأخذ رهائن غيتيين. في كارله بي (Karleby)، تم قتله على يد الغيت الذين انتخبوا الأمير الدنماركي ماغنوس نيلسن (Magnus Nielsen) الذي أصبح الملك ماغنوس الأول.
فسر المؤرخ الإخباري الدنماركي ساكسو غراماتيكوس لاحقاً في نفس القرن أن انتخاب ماغنوس وقتل ملك شرعي للسويد كان جزءاً من خطة قوطي (غيتية) لينتحلوا الحق بانتخاب ملك من السويديين:
| [1] Interea Sueticarum partium rege absumpto, Gothi summam, cuius omne penes Sueones arbitrium erat, Magno deferre ausi, alieni privilegii detrimento dignitatis sibi incrementa quaerebant. [2] Quorum Sueones auctoritate contempta, veterem gentis suae praerogativam in aliquanto obscurioris populi invidia deponere passi non sunt. [3] Igitur antiquae dignitatis speciem intuentes, titulum iniusta collatione praereptum novi regis electu cassarunt. [4] Qui mox a Gothis trucidatus, morte Magno imperium cessit. |  | مع أن ملك السويد كان ميتاً وبالرغم من حقيقة الميزة التي تمتع بها السويديون لانتخاب ملكٍ جديد، انتحل الغيت هذه المنزلة بإزاحة حقوق الآخرين جانباً والمجازفة بإعطاء المُلك لماغنوس. لم يُرد السويديون بمنح الغيت أي حقٍ في هذا الصدد، واعتبروا الأمر غير ملائم بأن أمةً أقل شأناً تدعي حقاً ينتمي للسويديين منذ زمنٍ بعيد. بما أنهم طالبوا بحقوقهم القديمة، أعلنوا أن انتخاب ماغنوس باطلاً؛ لأن الغيت لم يكن لهم حق بانتخاب ملك، وانتخبوا ملكاً جديداً. سرعان ما قُتل هذا الملك على أيدي الغيت، وعند موته انتقلت السلطات إلى ماغنوس. |

في القرن التالي، ووفقاً للقانون القوطي الغربي، أراد الغيت بأن يعترفوا بأن السويديين كان لهم الحق بانتخاب وخلع الملك. في قائمة الحكام في هذا القانون، تجاهلوا وجود أي ماغنوس؛ ولكن بدلاً من ذلك، دافعوا عن قتل راغنفالد كما يلي:
| Tiundi war Rangwaldær konongær. baldær oc huxstor. reð .a. karllæpitt at vgislædhu. oc fore þa sæwirðnigh han giorðhe allum wæstgötom. þa fek han skiæmðær döðhæ. styrðhi þa goðhær laghmaðþær. wæstrægötllandi. oc lanz höffhengiær. oc waru þa allir tryggir landi sinu. |  | (الملك النصراني) العاشر كان راغنفالد ملكاً، وجريئاً، وفخوراً. ذهب على ظهر الحصان إلى كارله بي بدون أي رهينة، ولأجل عدم الإحترام الذي أظهره للغيت الغربيين، قُتل في العار. ثم حكم متحدث باسم القانون وشيوخ قبائل فيستريوتلاند. ثم كان الجميع آمناً في بلده. |

وبالتالي، فسّر الغيت قتل راغنفالد كانتقامٍ بسبب موقفه المتعجرف نحوهم. بعد موت الملك ماغنوس، حُكمت منطقة غوتلاند الغربية من قبل أيارلة (قادة)، على الأرجح تحت سيادة الملوك الدنماركيين الاسمية خلال عقودٍ عدة حتى قُبل هناك الملكان السويدييان سفيركر الأكبر و إريك يدفاردسون.